# Miquel Jover Bertran
Miquel Jover Bertan (Premià de Mar, 1908 - Montcada i Reixac, 1936) fou un representant comercial que va ser afusellat i assassinat durant la guerra civil espanyola.
Natural de Premià de Mar, veí del carrer de Sant Antoni, tenia 28 anys i era solter, dedicat al comerç. Segons les informacions, pertanyia al partit Renovación Espanyola, però realment militava a les Joventuts de la Lliga. Havent quedat orfe (1925) se l'afillaren els seus oncles, bidells de l'Escola de Teixits de Canet de Mar (Maresme).
Va estudiar peritatge mercantil, feia de representant comercial i havia treballat de comptable a la fàbrica de Josep M. Maynou. Era molt ben plantat i tenia molt d'èxit amb les noies, motiu pel qual despertà rivalitats, entre d'altres la d'un membre del Comitè de Canet de Mar.
Al esclatar la guerra civil, quan el Comitè de Canet de Mar va votar si s'havien de matar als joves o als vells, en Miquel va ser l'únic jove inclòs en la saca col·lectiva. El 15 de setembre de 1936 el van detenir durant la nit i fou portat amb cotxe i assassinat al despoblat del cementiri de Montcada (Vallès occidental). El cadàver presentà hemorràgies internes per arma de foc. Identificat amb el núm. 1.086 i inscrit als registres civils de Canet de Mar i de Premià de Mar.